# Pléneuf-Val-André
Pléneuf-Val-André är en kommun i departementet Côtes-d'Armor i regionen Bretagne i nordvästra Frankrike. Kommunen ligger i kantonen Pléneuf-Val-André som tillhör arrondissementet Saint-Brieuc. År 2022 hade Pléneuf-Val-André 4 094 invånare.

## Befolkningsutveckling
Antalet invånare i kommunen Pléneuf-Val-André
Referens:INSEE

## Galleri

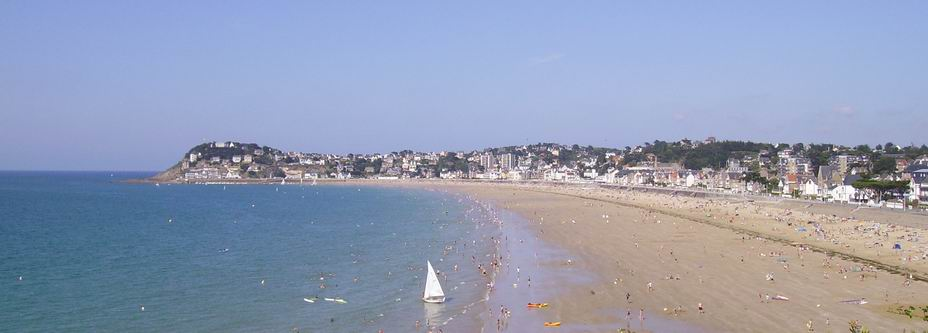
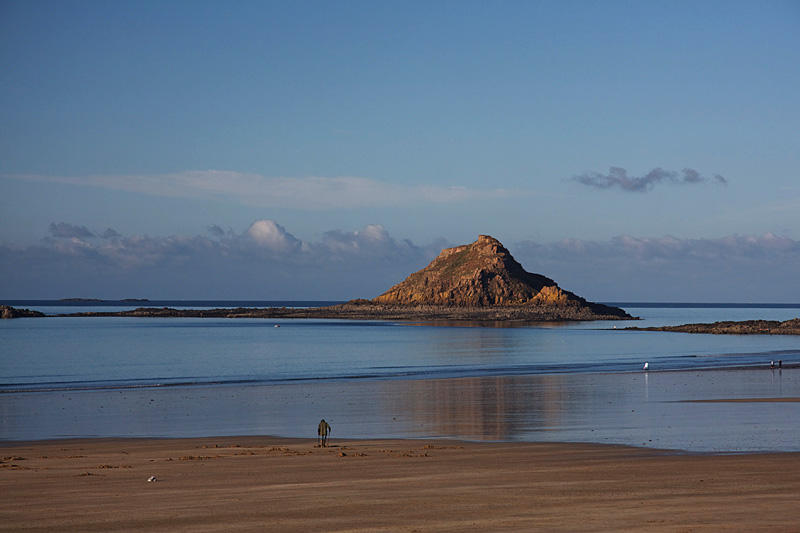
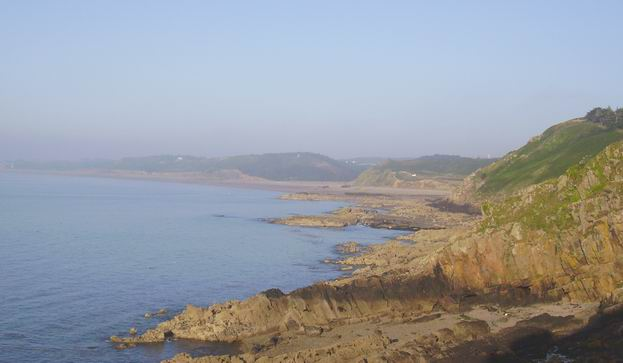
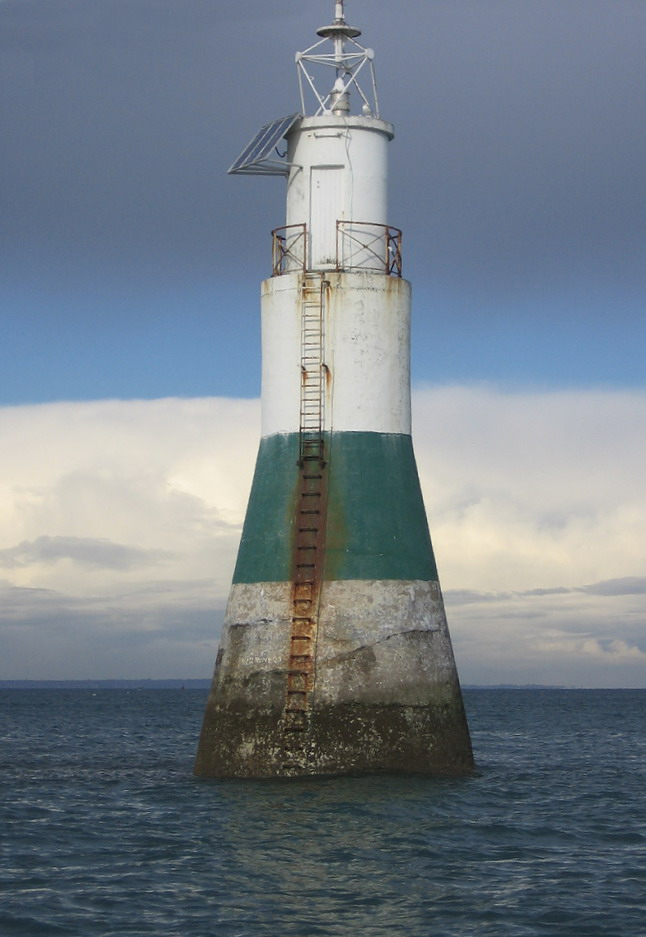
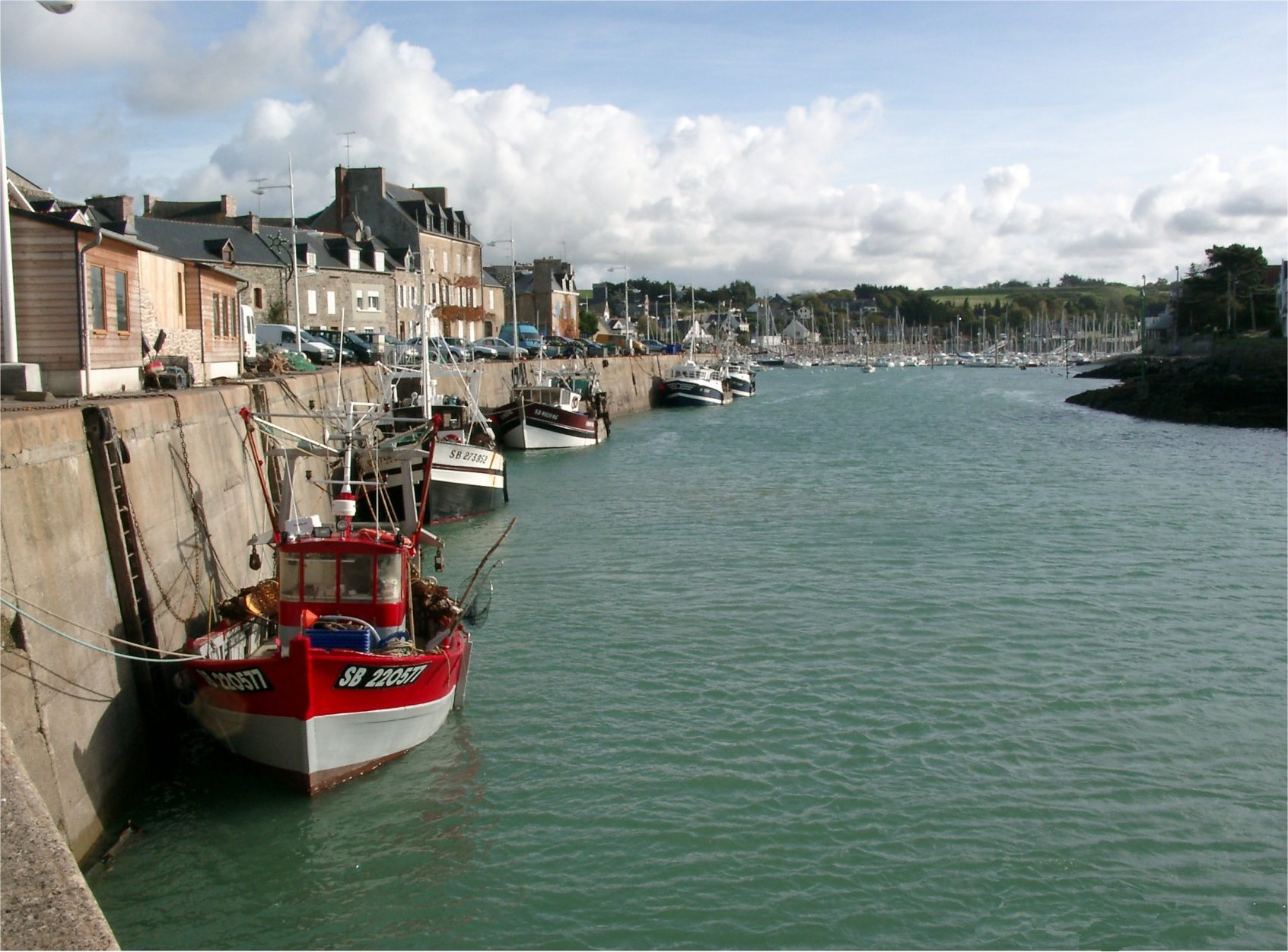
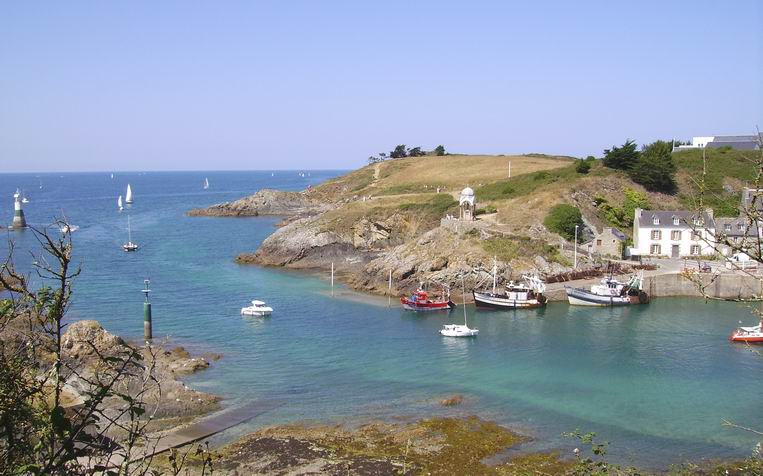
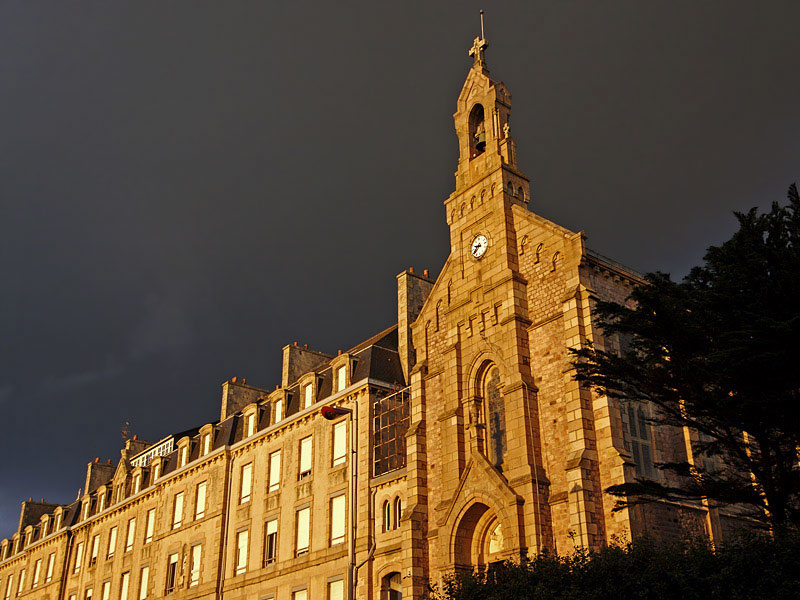
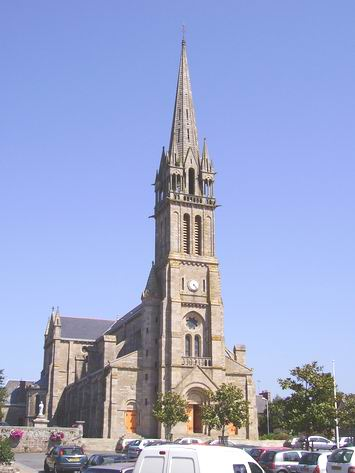